# Кубок Молдовы по футболу 2014/2015
Кубок Молдавии по футболу сезона 2014/2015 — двадцать четвёртый розыгрыш Кубка Молдавии, проводился с 23 августа 2014 по 24 мая 2015 года.

## Первый предварительный раунд
В первом предварительном раунде встречались 26 команд из Дивизиона «Б». Матчи проходили 23 и 24 августа 2014 года
| 23 августа 2014   | \| «Искра» (Рыбница) \| 0:2 \| «Дава» (Сорока) \| | Рыбница         |
| «Искра» (Рыбница) | 0:2                                               | «Дава» (Сорока) |

| 23 августа 2014      | \| «Спикул» (Кишкарены) \| 3:0 \| «Флорешть» \| | Кишкарены  |
| «Спикул» (Кишкарены) | 3:0                                             | «Флорешть» |

| 23 августа 2014 | \| «Грэничерул» \| 2:2 (0:1 д.в.) \| «Фэлешть» \| | Глодяны   |
| «Грэничерул»    | 2:2 (0:1 д.в.)                                    | «Фэлешть» |

| 23 августа 2014 | \| «Дрокия» \| 2:2 (1:0 д.в.) \| «Рышкань» \| | Дрокия    |
| «Дрокия»        | 2:2 (1:0 д.в.)                                | «Рышкань» |

| 23 августа 2014 | \| «Болдурешть» \| 4:2 \| «Кодру» (Калараш) \| | Ниспорены         |
| «Болдурешть»    | 4:2                                            | «Кодру» (Калараш) |

| 23 августа 2014 | \| ȘSSR \| 1:0 \| «Яловень» (Малые Милешты) \| | «Реал-Сукчес», Кишинёв    |
| ȘSSR            | 1:0                                            | «Яловень» (Малые Милешты) |

| 23 августа 2014 | \| «Олан» \| 3:1 \| «Анина» (Новые Анены) \| | Оланешты              |
| «Олан»          | 3:1                                          | «Анина» (Новые Анены) |

| 24 августа 2014 | \| «Унгены» \| 0:0 (п. 1:3) \| «Кодру Юниор» \| | Загаранча     |
| «Унгены»        | 0:0 (п. 1:3)                                    | «Кодру Юниор» |

| 24 августа 2014 | \| «Яловень» \| 1:4 \| «Крикова» \| | Яловены   |
| «Яловень»       | 1:4                                 | «Крикова» |

| 24 августа 2014    | \| «Спарта» (Селемет) \| 3:2 \| «Синтеза» (Кэушень) \| | Селемет             |
| «Спарта» (Селемет) | 3:2                                                    | «Синтеза» (Кэушень) |

| 24 августа 2014 | \| «Конгаз» \| 0:3 \| «Прут» (Леова) \| | Конгаз         |
| «Конгаз»        | 0:3                                     | «Прут» (Леова) |

| 24 августа 2014 | \| «Тракия» \| 1:1 (п. 4:5) \| «Маяк» (Кирсово) \| | Тараклия         |
| «Тракия»        | 1:1 (п. 4:5)                                       | «Маяк» (Кирсово) |

| 24 августа 2014 | \| «Кагул-2005» \| 1:1 (п. 4:0) \| «Слобозия Маре» (Кирсово) \| | Слобозия Маре             |
| «Кагул-2005»    | 1:1 (п. 4:0)                                                    | «Слобозия Маре» (Кирсово) |

## Второй предварительный раунд
Во втором предварительном раунде встречались 13 победителей первого раунда и одна команда из Дивизиона «Б». Матчи проходили 30 и 31 августа 2014 года
| 30 августа 2014 | \| «Дава» (Сороки) \| 1:3 \| «Сынжерей» \| | Сороки     |
| «Дава» (Сороки) | 1:3                                        | «Сынжерей» |

| 30 августа 2014      | \| «Спикул» (Кишкарены) \| 2:1 \| «Фалешты» \| | Кишкарены |
| «Спикул» (Кишкарены) | 2:1                                            | «Фалешты» |

| 30 августа 2014 | \| «Дрокия» \| 5:1 \| «Кодру Юниор» \| | Дрокия        |
| «Дрокия»        | 5:1                                    | «Кодру Юниор» |

| 30 августа 2014 | \| ȘSSR \| 1:1 (2:1 д.в.) \| «Болдурешть» \| | «Реал-Сукчес», Кишинёв |
| ȘSSR            | 1:1 (2:1 д.в.)                               | «Болдурешть»           |

| 31 августа 2014 | \| «Олан» \| 1:4 \| «Крикова» \| | Оланешты  |
| «Олан»          | 1:4                              | «Крикова» |

| 31 августа 2014    | \| «Спарта» (Селемет) \| 1:0 \| «Прут» (Леова) \| | Селемет        |
| «Спарта» (Селемет) | 1:0                                               | «Прут» (Леова) |

| 31 августа 2014  | \| «Маяк» (Кирсово) \| 3:4 \| «Кагул-2005» \| | Комрат       |
| «Маяк» (Кирсово) | 3:4                                           | «Кагул-2005» |

## 1/32 финала
| 7 сентября 2014 | \| «Кагул-2005» \| 3:3 (п. 5:6) \| «Петрокуб» (Сарата-Галбенэ) \| | Кагул                       |
| «Кагул-2005»    | 3:3 (п. 5:6)                                                      | «Петрокуб» (Сарата-Галбенэ) |

| 7 сентября 2014    | \| «Спарта» (Селемет) \| 2:5 \| «Гагаузия» (Комрат) \| | Селемет             |
| «Спарта» (Селемет) | 2:5                                                    | «Гагаузия» (Комрат) |

| 7 сентября 2014 | \| «Крикова» \| 0:3 \| «Сперанца» (Ниспорены) \| | Крикова                |
| «Крикова»       | 0:3                                              | «Сперанца» (Ниспорены) |

| 7 сентября 2014 | \| ȘSSR \| 1:2 \| «Интерспорт-Арома» \| | «Real-Succes», Кишинёв |
| ȘSSR            | 1:2                                     | «Интерспорт-Арома»     |

| 7 сентября 2014 | \| «Дрокия» \| 1:3 \| «Единцы» \| | Дрокия   |
| «Дрокия»        | 1:3                               | «Единцы» |

| 7 сентября 2014      | \| «Спикул» (Кишкарены) \| 1:0 \| «Будэй» \| | Кишкарены |
| «Спикул» (Кишкарены) | 1:0                                          | «Будэй»   |

| 7 сентября 2014 | \| «Сынжерей» \| 1:1 (1:0 д.в.) \| «Реал-Сукчес» \| | Сынжерей      |
| «Сынжерей»      | 1:1 (1:0 д.в.)                                      | «Реал-Сукчес» |

## 1/16 финала
| 23 сентября 2014       | \| «Сперанца» (Ниспорены) \| 1:0 \| «Саксан» (Чадыр-Лунга) \| | Ниспорены              |
| «Сперанца» (Ниспорены) | 1:0                                                           | «Саксан» (Чадыр-Лунга) |

| 23 сентября 2014    | \| «Виктория» (Бардар) \| 0:0 (0:2 д.в.) \| «Академия» (Кишинёв) \| | CSCT, Буюканы        |
| «Виктория» (Бардар) | 0:0 (0:2 д.в.)                                                      | «Академия» (Кишинёв) |

| 24 сентября 2014            | \| «Сфынтул Георге» (Суручены) \| 0:3 \| «Заря» (Бельцы) \| | Суручены        |
| «Сфынтул Георге» (Суручены) | 0:3                                                         | «Заря» (Бельцы) |

| 24 сентября 2014     | \| «Спикул» (Кишкарены) \| 1:2 \| «Сынжерей» \| | Кишкарены  |
| «Спикул» (Кишкарены) | 1:2                                             | «Сынжерей» |

## 1/8 финала
| 28 октября 2014 | \| «Динамо-Авто» (Тирасполь) \| 4:0 Отчёт \| «Заря» (Бельцы) \| \| Михалев 18′ · Грижук 20′ (авт.) · Мудрак 57′, 83′ \| Голы \| \| | «Динамо-Авто», Терновка Судья: Андрей Кожокару |
| «Динамо-Авто»: Матюгин, Мудрак, Шкёпу, Посторонка, Михалёв, Большаков (Бивол, 39), Жанков, К.Мандрыченко, Драговозов (Арабаджи, 66), Олейник (Апостол, 52), Волошин (Юларжи, 68). «Заря»: Киларь, Грижук, Хованский, Божий (Домбровский, 83), Лакуста (Сенегур, 73), Марина, Рогак, Кохия (Дрос, 87), Безимов, Кептенарь, Гинайтис (Гульчак, 87). | |                                                |
| «Динамо-Авто» (Тирасполь) | 4:0 Отчёт | «Заря» (Бельцы)                                |
| Михалев 18′ · Грижук 20′ (авт.) · Мудрак 57′, 83′ | Голы |                                                |

| 28 октября 2014 | \| «Сперанца» (Ниспорены) \| 0:2 Отчёт \| «Тирасполь» \| \| \| Голы \| Смирнов 21′ · Богю 90′ \| | Сельский, Ниспорены Судья: Пётр Стоянов |
| «Сперанца»: Н.Цуркан, Череску, Окинка, Болун, Павлов (К.Ефрос, 59), С.Максимов, Жалбэ, В.Урсу (Цыбуляк, 87), Кабак, Караман, Ш.Ефрос. «Тирасполь»: Г.Георгиев, Новиков, Смирнов, Молла (Караничев, 65), Г.Богю, Раца (Гросу, 70), Ермак, Бырдан (Заричнюк, 76), Боештян, В.Булат, К.Сидоренко. |                                                                                                  |                                         |
| «Сперанца» (Ниспорены) | 0:2 Отчёт                                                                                        | «Тирасполь»                             |
| | Голы                                                                                             | Смирнов 21′ · Богю 90′                  |

| 28 октября 2014 | \| «Интерспорт-Арома» \| 0:0 (0:1 д.в.) Отчёт \| «Милсами» (Оргеев) \| \| \| Голы \| Яворский 102′ \| | Сельский, Кобуска Ноуэ Судья: Руслан Мунтян |
| «Интерспорт-Арома»: Истрати, Д.Драгуцан, Спыну (Мардарь, 96), Паскару, Болбочан (Антонов, 74) Вдовиченко, Маноли (Митителу, 109), Возян, А.Драгуцан (Кипер, 110), Нистор, Дигорь. «Милсами»: Бантыш, Раили (Мондей, 106), Геци (Рассулов, 58), Абрудан, Мендизов, Яворский, Буд, Дулгиер (Патраш, 46) Сурду, A.Кожокарь, Калараш (Белак, 46). | |                                             |
| «Интерспорт-Арома» | 0:0 (0:1 д.в.) Отчёт                                                                                  | «Милсами» (Оргеев)                          |
| | Голы                                                                                                  | Яворский 102′                               |

| 28 октября 2014 | \| «Костулены» \| 6:1 Отчёт \| «Единцы» \| \| Карандашов 7′ · Онофрей 28′ · В. Андроник 38′ · Музычук 50′ · Чофу 75′, 78′ \| Голы \| C. Попович 44′ \| | Сельский, Гидигич Судья: Геннадий Сиденко |
| «Костулены»: Опря, Дину, Сырбу, Кашкавал, В. Андроник (A.Чеботарь, 60), Онофрей (О.Андроник, 57), Музычук (Чофу, 70), Томозей, Карандашов (Ковачевич, 78), Труханов, Скрипченко. «Единцы»: Бешляга, Камински (Троян, 52), Шпанера, Ионаш, Романюк, С.Попович, Цивиренко, Нямцу, Пшеница (Санду, 48), Ю.Ламбарский, Жану. | |                                           |
| «Костулены» | 6:1 Отчёт | «Единцы»                                  |
| Карандашов 7′ · Онофрей 28′ · В. Андроник 38′ · Музычук 50′ · Чофу 75′, 78′ | Голы | C. Попович 44′                            |

| 29 октября 2014 | \| «Дачия» (Кишинёв) \| 3:0 Отчёт \| «Петрокуб» (Сарата-Галбенэ) \| \| Кркотич 34′ · Леука 65′, 85′ \| Голы \| \| | «Молдова», Спея Судья: Юрий Ковтун |
| «Дачия»: Д.Челядник, Булатович, Посмак, Кркотич (Ковалев, 73), Барахоев (Камара, 55), Г.Орбу (Леука, 55), Огада, Гавриленко, Заставный, Столеру, Голубович (Степанович, 55). «Петрокуб»: Рымбу, Э.Черный, Печул, Д.Баркарь (Лобко, 80), Амброс, Д.Тарас, Теску (Панас, 75), В.Иордаке, Прозоровский, И.Талмазан, Мирчу (В.Сливка, 58) | |                                    |
| «Дачия» (Кишинёв) | 3:0 Отчёт | «Петрокуб» (Сарата-Галбенэ)        |
| Кркотич 34′ · Леука 65′, 85′ | Голы |                                    |

| 29 октября 2014 | \| «Гагаузия» (Комрат) \| 0:10 Отчёт \| «Зимбру» (Кишинёв) \| \| \| Голы \| А.Гросу 17′ · Время 22′ · Потырнике 28′ · Дедов 31′, 64′, 70′ · Спэтару 53′ · Алексеев 61′, 87′ · А.Пащенко 75′ \| | Городской, Комрат Судья: Юрий Рокин                                                                             |
| «Гагаузия»: Олейник, Тампей, И.Попов, П.Марков, Шумкин, Гудыма (Н.Хорозов, 75) Ан. Негара, Коваль, Бурдужел, Цымбалист, Ризов (Гимп, 46). «Зимбру»: Киринчук, Потырнике, Ерхан, Плэтикэ (Антон, 46), Дедов, Климович (А.Пащенко, 46), Павлючек, Время, А.Гросу-старший (Алексеев, 46), Кептине (Спэтару, 46), И.Жардан. | | |
| «Гагаузия» (Комрат) | 0:10 Отчёт | «Зимбру» (Кишинёв)                                                                                              |
| | Голы | А.Гросу 17′ · Время 22′ · Потырнике 28′ · Дедов 31′, 64′, 70′ · Спэтару 53′ · Алексеев 61′, 87′ · А.Пащенко 75′ |

| 29 октября 2014 | \| «Сынжерей» \| 1:4 Отчёт \| «Верис» (Кишинёв) \| \| Гуцу 79′ \| Голы \| Акимов 2′ · Раку 49′ · Илеску 60′ · Калинков 71′ \| | Сельский, Сынжерей Судья: Николай Мурзак         |
| «Сынжерей»: Тимаков (Криган, 81), Казак, Погор, Мариан, Е.Жардан, Лаевский, Аницоае, Н. Гуцу, Палий, Мага, Ропоникэ (Чиримпей, 72). «Верис»: Диакону, Карауш (Урсу , 23), Чемыртан, Илеску, Раку (c), Богданович (Д.Андроник, 63), Костров, Жосан, Бугняк, Акимов (Иванов, 60), Фрунзэ (Калинков, 51). | |                                                  |
| «Сынжерей» | 1:4 Отчёт | «Верис» (Кишинёв)                                |
| Гуцу 79′ | Голы | Акимов 2′ · Раку 49′ · Илеску 60′ · Калинков 71′ |

| 29 октября 2014 | \| «Академия» (Кишинёв) \| 0:4 Отчёт \| «Шериф» (Тирасполь) \| \| \| Голы \| Гынсарь 49′ · Семиров 76′ · Бенсон 78′ · Рикардиньо 86′ \| | СК СМ, Вадул-луй-Водэ Судья: Андрей Чебан               |
| «Академия»: Н.Чеботарь, Богдан (Костин, 79), М.Цуркан (Вик.Лиса, 81), бен Коне (Негру, 79), Келтуялэ, Гальперин, Матей (Секриер, 79), M.Богю, Златан, Апостол, Фокша. «Шериф»: Журик, М.Антонюк (Гынсарь, 46), Гальвао, Олимпиo (Рикардиньо, 46), Каду (Потигуар, 80), Хернандес, Семиров, Иса (Бенсон, 68), Мурешан, В.Макрицкий, Морейра. | |                                                         |
| «Академия» (Кишинёв) | 0:4 Отчёт | «Шериф» (Тирасполь)                                     |
| | Голы | Гынсарь 49′ · Семиров 76′ · Бенсон 78′ · Рикардиньо 86′ |

## 1/4 финала
| 2 декабря 2014 | \| «Динамо-Авто» (Тирасполь) \| 0:3 Отчёт \| «Дачия» (Кишинёв) \| \| \| Голы \| Леука 8′ · Кркотич 61′ · Попеску 76′ \| | «Динамо-Авто», Терновка Судья: Сергей Деренов |
| «Динамо-Авто»: Матюгин, Гранчар (А.Арабаджи, 76), Мудрак, Шкепу, Посторонка, Михалев, Жанков (Олейник, 46), Мандрыченко, Драговозов, Бивол (Дюльгер, 46), Волошин (Апостол, 59). «Дачия»: Челядник, В.Жардан, Посмак, Соппо, Кркотич (Барахоев, 76), Бежан, Кочук, Магурян, Мамах (Рошка, 51), Леука (Попеску, 66), Столеру (Заставный, 35). | |                                               |
| «Динамо-Авто» (Тирасполь) | 0:3 Отчёт | «Дачия» (Кишинёв)                             |
| | Голы | Леука 8′ · Кркотич 61′ · Попеску 76′          |

| 3 декабря 2014 | \| «Верис» (Кишинёв) \| 0:0 (0:1 д.в.) Отчёт \| «Шериф» (Тирасполь) \| \| \| Голы \| Бенсон 117′ \| | «CSCT Буюкань», Кишинёв Судья: Георгий Малиновский |
| «Верис»: Гайдукевич, Григорьев, Кучеренко, Н.Жосан (Илеску, 120), Бордиян (Акимов, 39, Иванов, 61, Калинков, 98), Фрунзе, Костров, Мокану, Раку, Богданович, Бугняк. «Шериф»: С.Пащенко, Гынсарь, Потигуар (Бенсон, 81), Рикардиньо (Гальвао, 35), Олимпио, Каду, Эрнандес, Семиров (Паирель, 55), Мурешан, В.Макрицкий, Лижжер. | |                                                    |
| «Верис» (Кишинёв) | 0:0 (0:1 д.в.) Отчёт                                                                                | «Шериф» (Тирасполь)                                |
| | Голы                                                                                                | Бенсон 117′                                        |

| 3 декабря 2014 | \| «Тирасполь» \| 0:0 (п. 4:3) Отчёт \| «Зимбру» (Кишинёв) \| \| Серия пенальти · Сидоренко · Хачатуров · Бырдан · Барросо · Богю · Молла \| Голы \| Серия пенальти · Дедов · Ерхан · А.Пащенко · А.Гросу-мл · Спэтару · Жардан \| | «Шериф», Тирасполь Судья: Юрий Рокин                                       |
| «Тирасполь»: Г.Георгиев, Смирнов, Заричнюк, Молла, Каранейчев (Г.Богю, 66), Ермак (Барросо, 84), Боештян, А.Гросу-ст (Бырдан, 72), Вик.Булат (Раца, 61), Хачатуров, К.Сидоренко. «Зимбру»: Д.Русу, Бургиу (И.Жардан, 73), Ерхан, Потырнике, А.Пащенко, Дедов, Плэтикэ (Спэтару, 71), Климович, Павлючек, Амани (А.Гросу-мл, 55), Время (Антон, 92). | |                                                                            |
| «Тирасполь» | 0:0 (п. 4:3) Отчёт | «Зимбру» (Кишинёв)                                                         |
| Серия пенальти · Сидоренко · Хачатуров · Бырдан · Барросо · Богю · Молла | Голы | Серия пенальти · Дедов · Ерхан · А.Пащенко · А.Гросу-мл · Спэтару · Жардан |

## 1/2 финала
| 29 апреля 2015 | \| «Дачия» (Кишинёв) \| 1:1 (п. 6:5) Отчёт \| «Тирасполь» \| \| Фрунзе 43′ · Серия пенальти · Посмак · Сирадзе · Леука · Гавриленко · Барахоев · Мамах · Заставный · Кожокарь \| Голы \| Цакич 57′ · Серия пенальти · Булат · Барросо · А.Гросу-мл · Богю · Цакич · Болохан · Новиков · Заричнюк \| | Сельский, Спея Судья: Руслан Мунтян                                                                     |
| «Дачия»: Гайдукевич, С.Кожокарь, Посмак, Фрунзе (Леука, 59), Баракхоев, Кочук (Сирадзе, 55), Гавриленко, Заставный, Загинайлов (Жардан, 46), Мамах, Стьепанович (Шаухвалов, 71). «Тирасполь»: Ильющенков, Барросо, Цакич, Новиков, Заричнюк, Шаповал (Болохан, 13), Г.Богю, Мокану (Вик.Булат, 94), Алексеев (Овсянников, 46), А.Макрицкий, К.Сидоренко (А.Гросу-мл, 46). | | |
| «Дачия» (Кишинёв) | 1:1 (п. 6:5) Отчёт | «Тирасполь»                                                                                             |
| Фрунзе 43′ · Серия пенальти · Посмак · Сирадзе · Леука · Гавриленко · Барахоев · Мамах · Заставный · Кожокарь | Голы | Цакич 57′ · Серия пенальти · Булат · Барросо · А.Гросу-мл · Богю · Цакич · Болохан · Новиков · Заричнюк |

| 29 апреля 2015 | \| «Шериф» (Тирасполь) \| 3:0 Отчёт \| «Милсами» (Оргеев) \| \| Иса 24′ · Рикардиньо 70′ · Олимпио 79′ \| Голы \| Бенсон \| | «Шериф», Тирасполь Судья: Александр Тян |
| «Шериф»: С.Пащенко, М.Антонюк, Гальвао (Журик, 45), Рикардиньо, Метуа, Паирель (Юрку, 66), Каду (Мурешан, 73), Потырнике, Монрой, Иса (Олимпио, 55), Сушич. «Милсами»: Бантыш, Рхаили, Геци (Д.Рассулов, 46), Мандэй, Мендизов (Белак, 72), Патраш, Сливка, Сурду (Дюльгер, 83), А.Кожокарь (Раку, 45), Г.Андроник, Буд. | |                                         |
| «Шериф» (Тирасполь) | 3:0 Отчёт | «Милсами» (Оргеев)                      |
| Иса 24′ · Рикардиньо 70′ · Олимпио 79′ | Голы | Бенсон                                  |

## Финал
| 24 мая 2015 19:00 MSK | \| «Шериф» (Тирасполь) \| 3:2 (1:0 д.в.) Отчёт \| «Дачия» (Кишинёв) \| \| Потигуар 9′ · Юрку 52′ · Иса 109′ \| Голы \| Журик 66′ (авт.) · Леука 90+4′ \| | «Зимбру», Кишинёв Судья: Оливер Драхта |
| «Шериф»: Журик, Потигуар (Эрнандес, 75), Гальвао, Рикардиньо, Метуа, Олимпио, Свинаренко, Каду (Дуповац, 70), Потырнике, Сушич, Юрку (Паирель, 88). «Дачия»: Гайдукевич, Посмак, Фрунзе, Барахоев, Бежан (Леука, 64), Кочук, Рошка (Столеру, 62), Заставный, Загинайлов (В.Жардан, 23), Мамах, Степанович (Гавриленко, 38). | |                                        |
| «Шериф» (Тирасполь) | 3:2 (1:0 д.в.) Отчёт | «Дачия» (Кишинёв)                      |
| Потигуар 9′ · Юрку 52′ · Иса 109′ | Голы | Журик 66′ (авт.) · Леука 90+4′         |